# Петровка (Сандиктауський район)
Петро́вка (каз. Петровка) — село у складі Сандиктауського району Акмолинської області Казахстану. Входить до складу Балкашинського сільського округу.
Населення — 415 осіб (2021; 475 у 2009, 551 у 1999, 708 у 1989).
Національний склад станом на 1989 рік:
- росіяни — 100 %.